# Mikhaïl Dolivo-Dobrovolski

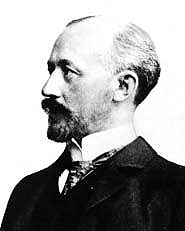
Mikhaïl Osipovich Dolivo-Dobrovolsky

Mikhaïl Osipovich Dolivo-Dobrovolsky (rus: Михаи́л О́сипович Доли́во-Доброво́льский; alemany: Michail von Dolivo-Dobrowolsky o Michail Ossipowitsch Doliwo-Dobrowolski) (Gàttxina (Rússia) 2 de gener de 1862 - Heidelberg (Alemanya), 15 de novembre de 1919), va ser un enginyer, electricista i inventor d'origen polonès i rus, actiu a l'Imperi alemany i també a Suïssa.
Després d'estudiar a Alemanya i mentre treballava a Berlín per a l'Allgemeine Elektricitäts-Gesellschaft (AEG), es va convertir en un dels piioners dels sistemes elèctrics polifàsics (els altres van ser Nikola Tesla, Galileu Ferraris i Jonas Wenström), desenvolupant el generador elèctric trifàsic i un motor elèctric trifàsic el 1888 i estudiant les connexions en delta i estrella. El triomf del sistema trifàsic es va exhibir a Europa a l'Exposició Internacional Electrotècnica de 1891, on Dolivo-Dobrovolsky va utilitzar aquest sistema per transmetre energia elèctrica a una distància de 176 km amb una eficiència del 75%. El 1891 també va crear un transformador trifàsic i el motor d'inducció de gàbia d' esquirol. Va dissenyar la primera central hidroelèctrica trifàsica del món el 1891.

## Biografia
Mikhail Dolivo-Dobrovolsky fou fill del funcionari rus i terratinent d'ascendència polonesa Josif Florovich Dolivo-Dobrovolsky i Olga Mikhailovna Jewreinova d'una antiga família noble russa a Gatchina, prop de Sant Petersburg. Va passar els seus dies escolars a Odesa, on el seu pare va ser traslladat el 1872. Després de l'escola secundària va anar als 16 anys al Politècnic de Riga, un col·legi fundat per alemanys bàltics, on ensenyava en llengua alemanya. Va estudiar a la primera càtedra d'enginyeria elèctrica del món, a la Technische Hochschule Darmstadt del Gran Ducat de Hesse de l'Imperi Alemany de 1883 a 1884. De 1885 a 1887, es va convertir en un dels primers ajudants d'Erasmus Kittler. Allà va publicar diverses publicacions més petites i va estar en estret contacte amb Carl Hering, un enginyer mecànic dels EUA i primer ajudant de Kittler.
Després dels invents, Dolivo-Dobrovolsky va continuar la seva investigació en el camp de la tecnologia de corrent pesat, inventant el mesurador de fases el 1892 i el vatímetre ferrodinàmic el 1909. Va publicar articles i va donar nombroses conferències. Del 1903 al 1907 es va dedicar al treball científic a Lausana, on va adquirir la nacionalitat suïssa amb tota la seva família el 1906. Després del seu retorn a Berlín, va continuar la seva feina a AEG i es va convertir en director tècnic de la fàbrica d'aparells el 1909. El 24 d'octubre de 1911, va rebre un doctorat honoris causa del TH Darmstadt, l'edifici Dolivo del qual avui porta el seu nom. Durant la seva vida va obtenir més de 60 patents.

## Invenció del sistema trifàsic
Emil Rathenau, director general de l'Allgemeine Elektricitäts-Gesellschaft AG (AEG) de Berlín, li va oferir en el 1887 un lloc de treball, després del qual Dolivo-Dobrovolsky va romandre associat a l'empresa fins al final de la seva vida. A l'AEG, Dolivo-Dobrovolsky inicialment va fer un esforç per perfeccionar encara més la tecnologia de corrent continu. Després de tot, els orígens d'AEG es trobaven en una filial d'Edison, i Edison, com Siemens, es basava completament en el corrent continu. En aquella època, el corrent altern va atraure gradualment l'atenció dels tècnics, i els enginyers de Ganz Works a Budapest havien dissenyat el primer transformador en el sentit actual l'any 1885. No obstant això, la tecnologia de CA requeria més equipament, especialment motors fiables i d'arrencada automàtica; La teoria AC també estava encara poc desenvolupada. Abans de Dolivo-Dobrovolsky, l'italià Galileo Ferraris va cridar l'atenció sobre el corrent altern. Va inventar el primer motor de corrent altern el 1885. Després d'ell, l'enginyer alemany Friedrich August Haselwander desenvolupa el primer generador síncron trifàsic de CA d'Europa que produïa uns 2,8 kW a 960 rev/min, corresponents a una freqüència de 32 cicles per segon, avui conegut com Hertz, o Hz. La màquina tenia una armadura trifàsica estacionària en forma d'anell i un "imant de pol intern" giratori amb quatre pols sortints enrotllats, que proporcionaven el camp giratori. La sol·licitud de patent presentada el juliol de 1887. El primer generador síncron trifàsic de CA va entrar en funcionament l'octubre de 1887.